# Charles Dunstone

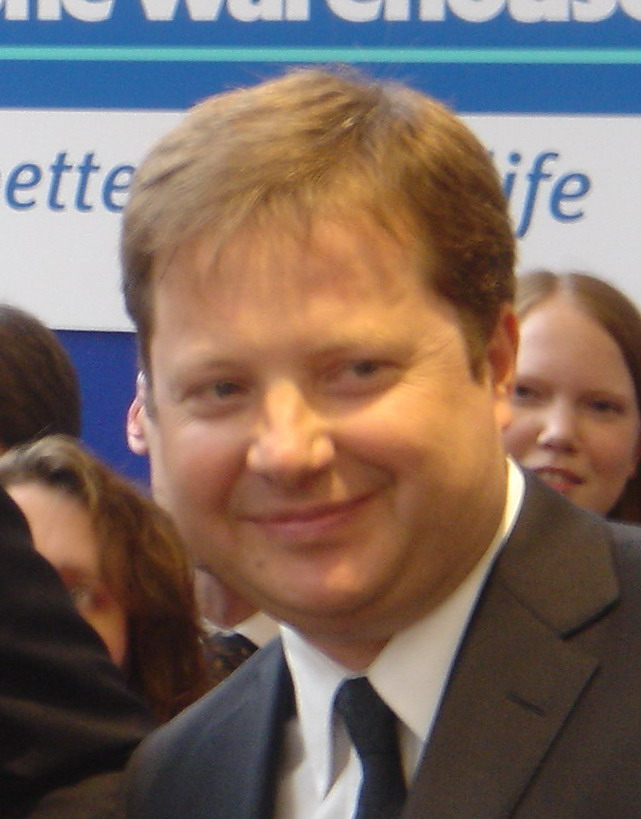
Charles Dunstone, 2005

Sir Charles William Dunstone (* 21. November 1964 in Saffon Walden, Essex) ist ein britischer Unternehmer und Gründer sowie Vorstandsvorsitzender von The Carphone Warehouse Group.

## Leben
Dunstone arbeitete nach dem Abitur zunächst für ein Jahr bei Torch Computers in Cambridge sowie der Firma NEC, bevor er an der Universität in Liverpool Betriebswirtschaftslehre studierte. 1989 gründete er zusammen mit David Ross eine eigene Firma, The Carphone Warehouse.
Im Jahre 2005 wurde Dunstone vom Daily Telegraph zur „Daily Telegraph's Business Person of the Year“ gewählt. In der Sunday Times „Rich List 2006“ gelangte er mit einem geschätzten Vermögen von 830 Millionen Pfund (ca. 1,2 Milliarden Euro) auf den 64. Platz.
2012 wurde er als Knight Bachelor („Sir“) geadelt und 2015 als Commander (CVO) in den Royal Victorian Order aufgenommen.
Sein Vater ist Führungskraft bei British Petroleum (BP).

## The Carphone Warehouse
Dunstone ist Mitbegründer und Vorstandsvorsitzender (Chief Executive Officer / CEO) von „The Carphone Warehouse Group“.
Während Dunstone und Ross anfangs die Mobiltelefone direkt von ihrer Wohnung in London verkauften, entwickelte sich das Unternehmen in den folgenden 20 Jahren zum führenden unabhängigen Komplettanbieter für Kommunikation und Entertainment in Europa.
Seit Oktober 2007 wird das Unternehmen im FTSE 100 Index geführt, in dem die 100 größten britischen börsennotierten Unternehmen verzeichnet sind.

## The Prince’s Trust
Dunstone ist im Vorstand des Prince’s Trust einer Wohltätigkeitsorganisation von König Charles III.